# Porsa (Estonia)
Porsa – wieś w Estonii, w prowincji Viljandi, w gminie Tarvastu.